# Заґуже (Мінський повіт)
Заґуже (пол. Zagórze) — село в Польщі, у гміні Галінув Мінського повіту Мазовецького воєводства.
Населення — 130 осіб (2011).
У 1975-1998 роках село належало до Варшавського воєводства.

## Демографія
Демографічна структура станом на 31 березня 2011 року:
|          | Загалом | Допрацездатний вік | Працездатний вік | Постпрацездатний вік |
| -------- | ------- | ------------------ | ---------------- | -------------------- |
| Чоловіки | 67      | 12                 | 49               | 6                    |
| Жінки    | 63      | 14                 | 39               | 10                   |
| Разом    | 130     | 26                 | 88               | 16                   |